# Youri Roseboom
Youri Roseboom (Rheden, 19 januari 2000) is een Nederlands voetballer die als aanvaller speelt.

## Carrière
Youri Roseboom speelde in de jeugd van AVW '66, SBV Vitesse, SML, N.E.C., Achilles '29 en De Treffers. Gedurende zijn periode bij Achilles '29 speelde hij ook vier wedstrijden met het eerste elftal in de Tweede divisie. Deze wedstrijden werden alle vier verloren en Achilles degradeerde naar de Derde divisie. Sinds 2019 speelt Roseboom voor FC Eindhoven, waar hij op 4 oktober 2019 in de met 6-0 verloren uitwedstrijd tegen Jong Ajax zijn debuut in de Eerste divisie maakte. Hij kwam in de 62e minuut in het veld voor Rigino Cicilia. Op 7 december 2019 maakte hij zijn eerste doelpunt voor FC Eindhoven, in de verloren thuiswedstrijd tegen FC Volendam (1-4) maakte hij het enige doelpunt aan Eindhovense kant.  In januari 2020 raakte hij gewond bij een zwaar auto-ongeluk in Arnhem waarbij een vriend van hem overleed. Vanaf medio 2020 speelt Roseboom voor VV DOVO in de Derde divisie zaterdag. In september 2020 werd hij door de club op non-actief gezet. Hierna ging hij naar MASV. Op 18 februari 2021 ging Roseboom naar het Poolse MKS Kaczkan Huragan Morąg dat uitkomt in de III liga. Medio 2021 keerde hij terug bij MASV maar maakte in augustus toch de overstap naar het Belgische KFC Diest dat uitkomt in de Derde afdeling. Na een half jaar keerde hij terug bij MASV.

### Statistieken
| Seizoen                       | Club           | Land           | Competitie     | Competitie | Competitie | Beker | Beker | Totaal | Totaal |
| Seizoen                       | Club           | Land           | Competitie     | Wed.       | Dlp.       | Wed.  | Dlp.  | Wed.   | Dlp.   |
| ----------------------------- | -------------- | -------------- | -------------- | ---------- | ---------- | ----- | ----- | ------ | ------ |
| 2017/18                       | Achilles '29   | Nederland      | Tweede divisie | 4          | 0          | 0     | 0     | 4      | 0      |
| 2019/20                       | FC Eindhoven   | Nederland      | Eerste divisie | 5          | 1          | 0     | 0     | 5      | 1      |
| Carrièretotaal                | Carrièretotaal | Carrièretotaal | Carrièretotaal | 9          | 1          | 0     | 0     | 9      | 1      |
| Bijgewerkt op 22 januari 2020 |                |                |                |            |            |       |       |        |        |